# Konsulat (Diplomatie)
Ein Konsulat ist eine Auslandsvertretung eines souveränen Staates, das von einem Konsul, der dem gehobenen Dienst angehört, geleitet wird. In seiner Bedeutung reiht es sich nach Botschaften und Generalkonsulaten ein. 

## Allgemeines
Im Unterschied zu den Botschaften haben Konsulate einerseits einen regional begrenzten Amtsbezirk und sind nicht für die politischen Beziehungen zwischen Entsende- und Gastland zuständig. Aufgaben eines Konsulates sind insbesondere das Rechts- und Konsularwesen, die Außenwirtschaftsförderung, die kulturelle Zusammenarbeit und die Öffentlichkeitsarbeit. Wie die Konsularreferate der Botschaften, gewähren Konsulate Bürgern des Entsendelandes Rat und Beistand in Notsituationen sowie Auskünfte verschiedener Art. Die Konsularbeamten des Entsendestaates erfüllen dabei auch Aufgaben nationaler Gerichte, Notare und Kommunalbehörden. Konkret stellen Konsulate auf Antrag Dokumente aus. Deutsche die im Amtsbezirk ansässig sind, können in der Regel Reisepässe, Identitätskarten, Erbausschlagungen, Lebensbescheinigungen und Beglaubigungen erhalten bzw. durchführen lassen. Ausländer, die der Visumpflicht für den Schengen-Raum unterliegen, können ein Visum beim Konsulat beantragen.
Im Gegensatz dazu ist ein Honorarkonsul kein Angehöriger des öffentlichen Dienstes des Entsendestaates, sondern ehrenamtlich als Wahlbeamter tätig.

## Deutschland
Im deutschen Auswärtigen Dienst zählt ein Konsulat wie ein Generalkonsulat und eine Botschaft zu den Auslandsvertretungen (§ 3 Abs. 1 GAD). Konsulate können einem Generalkonsulat oder unmittelbar einer Botschaft nachgeordnet sein. Konsulaten können wiederum Honorarkonsuln untergeordnet sein. Sieben Konsulaten stehen 54 Generalkonsulate, 153 Botschaften und 337 ehrenamtliche Honorarkonsuln gegenüber.

### Eingerichtete Konsulate
Derzeit gibt es sieben deutsche Konsulate, davon drei in Spanien, zwei in Rumänien sowie jeweils eines in Polen und der Türkei.

#### Konsulat Oppeln
Das Konsulat als Außenstelle des Generalkonsulats Breslau in Oppeln in Polen wird von Konsulin Birgit Fisel-Rösle geleitet. Es umfasst als Amtsbezirk die Woiwodschaften Oppeln und Schlesien. Am 8. Juli 1992 wurde das Konsulat als Vizekonsulat als Außenstelle des Generalkonsulates Breslau errichtet und am 21. April 2008 in Konsulat als Außenstelle des Generalkonsulates Breslau umbenannt. Der Honorarkonsul der Bundesrepublik Deutschland in Gleiwitz ist dem Konsulat Oppeln nachgeordnet.

#### Konsulat Hermannstadt
Das Konsulat der Bundesrepublik Deutschland Hermannstadt wird von Kerstin Ursula Jahn geleitet. Es umfasst als Amtsbezirk die Kreise Alba, Bistritz, Covasna, Harghita, Hermannstadt, Hunedoara, Klausenburg, Kronstadt und Mures. Das Konsulat erteilt keine Visa. Es wurde am 28. Mai 1990 als Konsularagentur eröffnet und am 1. April 1993 in ein Generalkonsulat umgewandelt. Zum 1. Januar 2014 wurde es zum Konsulat herabgestuft.

#### Konsulat Temeswar
Das Konsulat der Bundesrepublik Deutschland Temeswar wird von Konsulin Regina Lochner geleitet. Es umfasst als Amtsbezirk die Kreise Caras Severin, Temesch, Arad, Bihar, Sathmar, Mehedinti, Maramuresch und Salaj. Das Konsulat erteilt keine Visa. Es wurde am 10. Oktober 1994 als Außenstelle eröffnet und am 22. Mai 1997 in ein Generalkonsulat umgewandelt. Ab dem 1. Januar 2001 war es erneut Außenstelle, bevor es zum 1. Februar 2008 in ein Konsulat umgewandelt wurde.

#### Konsulat Las Palmas de Gran Canaria
Das Konsulat der Bundesrepublik Deutschland Las Palmas de Gran Canaria wird von Konsul Wolfgang Schwarz geleitet. Es umfasst als Amtsbezirk die Autonome Gemeinschaft Kanarische Inseln mit den Provinzen Las Palmas und Santa Cruz de Tenerife. Das Konsulat wurde am 1. November 1975 als Außenstelle der Deutschen Botschaft Madrid eröffnet, am 15. November 1991 in ein Konsulat als Außenstelle der Botschaft Madrid und am 1. Oktober 2007 in ein Konsulat umgewandelt. Die Honorarkonsuln in Playa Blanca (Lanzarote), Puerto de la Cruz (Teneriffa) und Santa Cruz de La Palma (La Palma) sind dem Konsulat Las Palmas de Gran Canaria nachgeordnet.

#### Konsulat Malaga
Das Konsulat der Bundesrepublik Deutschland Málaga wird von Konsul Arnulf Braun geleitet. Es umfasst als Amtsbezirk die Provinzen Almeria, Cádiz, Córdoba, Granada, Huelva, Jaén, Málaga, Sevilla sowie Ceuta und Melilla. Das Konsulat wurde am 1. April 1994 als Außenstelle des Generalkonsulates Sevilla gegründet und am 1. Juli 2001 selbst in ein Generalkonsulat umgewandelt. Am 1. April 2006 wurde es zum Konsulat als Außenstelle des Generalkonsulates Sevilla herabgestuft und am 1. Mai 2010 in ein Konsulat umgewandelt. Die Honorarkonsuln in Aguadulce (Almería) und Jerez de la Frontera (Cádiz) sind dem Konsulat Malaga nachgeordnet.

#### Konsulat Palma
Das Konsulat der Bundesrepublik Deutschland Palma wird von Konsul Wolfgang Engstler geleitet. Es umfasst als Amtsbezirk die Provinz Balearen mit den Inseln Mallorca, Menorca, Ibiza und Formentera. Das Konsulat wurde am 10. November 1959 als Wahlkonsulat gegründet und am 1. April 1968 in eine Außenstelle des Generalkonsulates Barcelona umgewandelt. Am 15. November 1991 erfolgte die Umwandlung in ein Konsulat als Außenstelle des Generalkonsulates Barcelona und am 1. Oktober 2007 in ein Konsulat. Der Honorarkonsul in Maó/Mahón (Menorca) und Jerez de la Frontera (Cádiz) sind dem Konsulat Palma nachgeordnet.

#### Konsulat Antalya
Das Konsulat als Außenstelle des Generalkonsulats Izmir in Antalya wird von Konsul Martin Tscherner und İnna Ella Kianst als Vizekonsulin geleitet. Es umfasst als Amtsbezirk die Provinzen Antalya, Burdur und Isparta. Das Konsulat wurde am 28. April 1998 eingerichtet.